# Université Pierre-et-Marie-Curie
Ne doit pas être confondu avec Campus Curie.
L'université Pierre-et-Marie-Curie (UPMC à partir de 2007), Paris-VI d'après le code de l'éducation ou université Pierre et Marie Curie - UPMC (Paris 6) selon les statuts, est une université française ayant existé de 1971 à 2017 et située à Paris, spécialisée en sciences et médecine, répartie principalement entre les campus Jussieu et Curie pour les sciences, et des campus hospitaliers de la Pitié-Salpêtrière, de Saint-Antoine, Trousseau et de Tenon pour la médecine. Elle est créée le 1er janvier 1971 à partir de structures issues de la faculté des sciences et de la faculté de médecine de l'université de Paris et fusionne le 1er janvier 2018 avec l'université Paris IV (faculté des Lettres de Sorbonne Université) et le Muséum national d'histoire naturelle pour former la faculté des sciences et la faculté de médecine d'une nouvelle entité sous le nom de « Sorbonne Université ». Cette alliance a permis la mutualisation des compétences au sein du Collège de la Sorbonne et du Collège doctoral de la Sorbonne.
Elle accueille, avant sa fusion, environ 32 000 étudiants (21 000 en sciences et 11 000 en médecine), dont 6 400 étrangers. Un personnel de 10 500 employés y travaille, dont 4 500 enseignants-chercheurs et chercheurs. Dans ses murs, l'UPMC héberge alors 125 laboratoires de recherche.

## Histoire

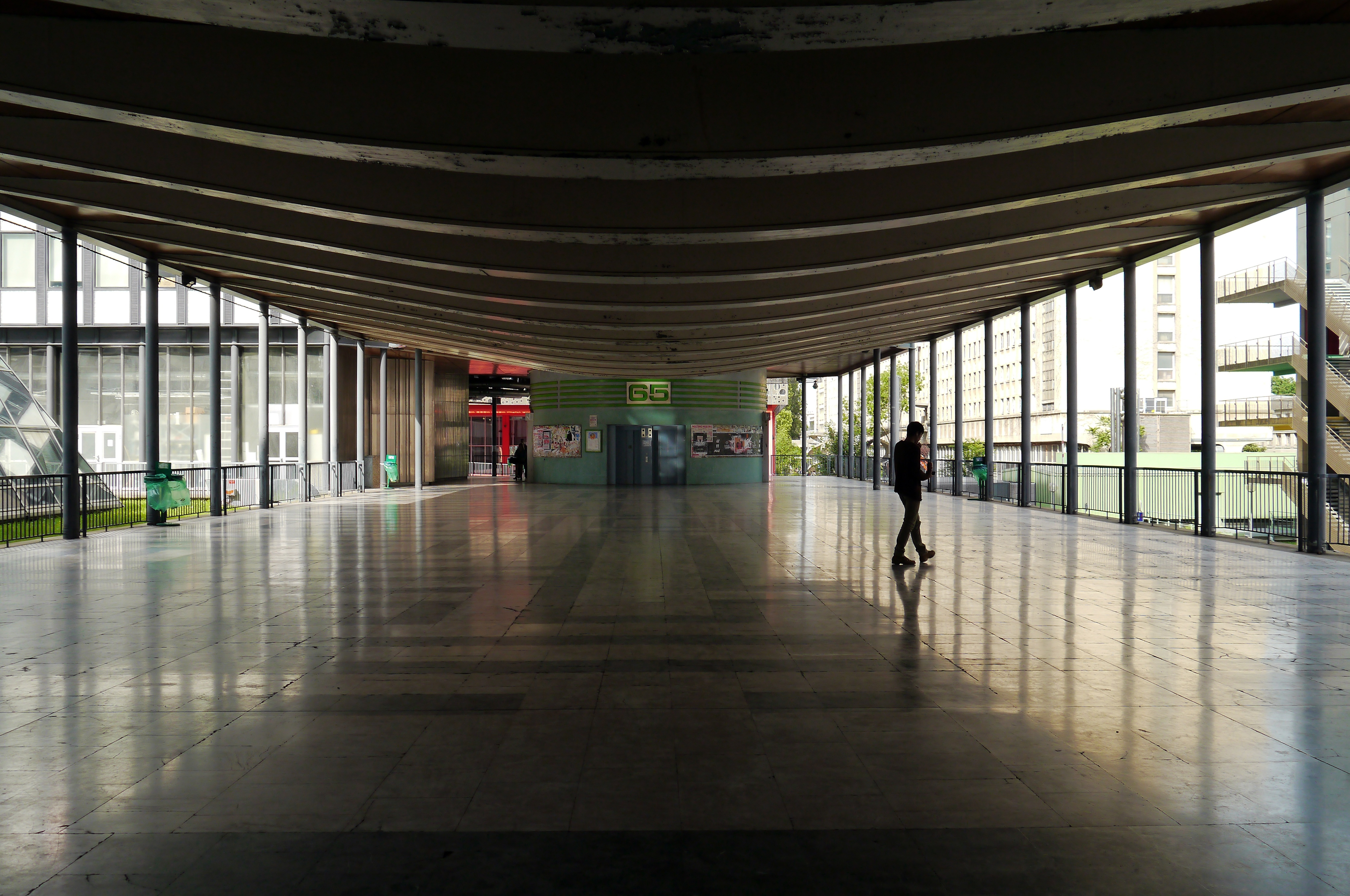
Campus de Jussieu, UPMC.

L'université Paris-VI est créée le 1er janvier 1971 à la suite de la loi du 12 novembre 1968 sur l'enseignement supérieur (dite loi Faure), pour laisser place à Sorbonne Université le 1er janvier 2018. Conformément à cette loi, les enseignants des anciennes faculté des sciences et faculté de médecine de l'université de Paris se divisent en de multiples unités d'enseignement et de recherche. L'université Paris-VI est créée à partir de la majorité des unités d'enseignement et de recherche de sciences (les autres rejoignant les universités Paris-VII, Paris-XII et Paris-XIII) et une partie des unités de médecine (les autres rejoignant les universités de Paris-V, Paris-VII et Paris-XIII).
En 1974, l'université Paris-VI prend le nom d'Université Pierre et Marie Curie. En 2007, UPMC devient le nom officiel de l'université.
En 2018 l'université Pierre-et-Marie-Curie fusionne avec l'université Paris 4 et devient « Sorbonne Université ».

### Création du campus de Jussieu et désamiantage
Le campus de Jussieu est édifié sur le site de ce qui fut l'abbaye Saint-Victor, fondée en 1113 par le philosophe et théologien Guillaume de Champeaux. Fermée en 1790, détruite en 1811, il ne reste plus aujourd'hui de l'Abbaye que quelques soubassements encore visibles sous le Bâtiment « Esclangon », utilisés comme cave lorsque la halle aux vins de Paris y fut installée entre 1813 et 1955.
Le campus est inauguré en 1959, mais est le lieu de travaux continus jusqu'en 2016. La Faculté des sciences de Paris à l'étroit dans ses anciens locaux devait y trouver des conditions d'exercices plus adaptés aux exigences de l'après-guerre.
Le campus est principalement formé de barres entrecroisées réalisées par l'architecte Édouard Albert entre 1964 et 1971, surélevées par rapport à une dalle, elle-même surplombant les rues environnantes. Le « gril » ainsi formé comporte une tour en son centre, la tour Zamansky, et est bordé sur deux côtés de bâtiments plus anciens de 65 000 m2 qui comprend deux bâtiments (barres de Cassan) édifiés par l'architecte Urbain Cassan entre 1958 et 1961, à l'aplomb du quai Saint-Bernard et de la rue Cuvier.
C'est en 1964 qu'André Malraux confie à Édouard Albert le soin de dessiner l'université qui devra accueillir la grande quantité de nouveaux étudiants issus du baby boom. C'est certainement à la suite de l'idée d'Édouard Albert d'une construction modulaire entièrement métallique, dont les plans sont inspirés du palais de l'Escurial près de Madrid, que les bâtiments de cinq étages entourent des patios, servant de couverture à des locaux habités.
L'amiante, imposé comme moyen de protéger les bâtiments du feu au terme d'un intense lobbying, débouche sur une controverse politique et sur de coûteux travaux pour l'enlever. Le ministre Claude Allègre, opposé au désamiantage, fait arrêter les travaux initiés par son prédécesseur François Bayrou.
En juin 2009, après 5 années de travaux, ponctuées d'aléas politiques et administratifs, la Tour Zamansky est finalement réhabilitée et réinvestie par les différents services administratifs de l'université Pierre-et-Marie-Curie. Partout sur ses façades, est désormais inscrite une citation de Jean Perrin, reprise et popularisée par André Malraux : « L'avenir est un présent que nous fait le passé ».
En octobre 2009, l'université Pierre-et-Marie-Curie fête les 900 ans de « formation supérieure et de quête intellectuelle de son site » : en hommage au théologien français, le président de l'université baptise le parvis de son principal campus « Guillaume de Champeaux ».

## Alliances

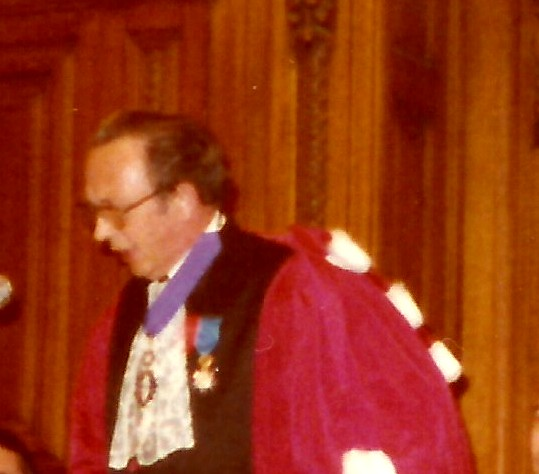
André Herpin fut le premier président de l'université Pierre-et-Marie-Curie.

En 2005, l’UPMC créée l’alliance Paris Universitas avec l’université Paris-Dauphine, avant de créer Sorbonne Universités en 2010 avec Paris-II « Panthéon-Assas » et Paris-IV « Paris-Sorbonne ».
En janvier 2017, les deux universités Pierre-et-Marie-Curie et Paris-Sorbonne se prononcent pour la fusion au 1er janvier 2018.

### Présidents de l'université Pierre-et-Marie-Curie

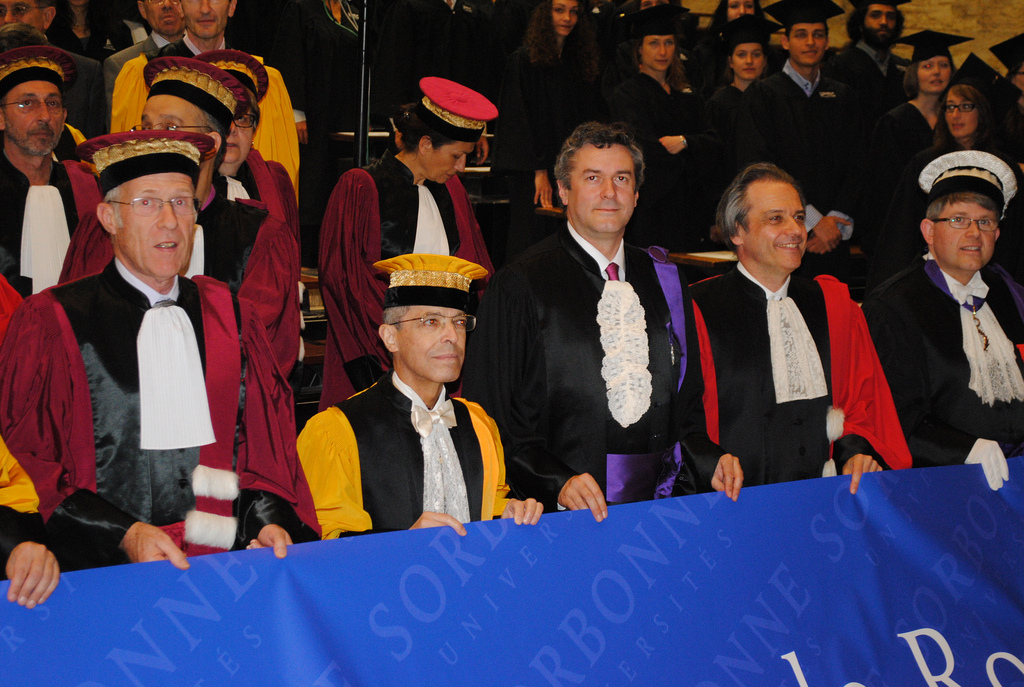
Jean-Charles Pomerol (à gauche) lors de la remise des diplômes de docteurs de Sorbonne Universités le 14 mai 2011.

Dix présidents se sont succédé à la tête de l'université depuis sa création :
| Portrait                                                                               | Identité                              | Période      | Période          | Durée                     |
| Portrait                                                                               | Identité                              | Début        | Fin              | Durée                     |
| -------------------------------------------------------------------------------------- | ------------------------------------- | ------------ | ---------------- | ------------------------- |
| André Herpin                                                                           | André Herpin (1920 - 1998)            | 1971         | 1976             | 5 ans                     |
| Pas de portrait sous licence libre disponible pour Jean Dry.                           | Jean Dry (d) (1927 - 1991)            | 1976         | 1982             | 6 ans                     |
| Pas de portrait sous licence libre disponible pour André Astier.                       | André Astier (d) (1922 - 2001)        | 1982         | 1986 (démission) | 4 ans                     |
| Pas de portrait sous licence libre disponible pour Michel Garnier.                     | Michel Garnier (d) (1935 - 2017)      | 1986         | 1991             | 5 ans                     |
| Pas de portrait sous licence libre disponible pour Jean-Claude Legrand.                | Jean-Claude Legrand (d) (né en 1932)  | 1991         | 1996             | 5 ans                     |
| Jean Lemerle                                                                           | Jean Lemerle (né en 1941)             | 1996         | 2001             | 5 ans                     |
| Pas de portrait sous licence libre disponible pour Gilbert Béréziat.                   | Gilbert Béréziat (1942 - 2019)        | 2001         | 2006             | 5 ans                     |
| Jean-Charles Pomerol                                                                   | Jean-Charles Pomerol (d) (né en 1943) | 2006         | 2011             | 5 ans                     |
| Maurice Renard, 26 septembre 2011.                                                     | Maurice Renard (né en 1944)           | 2011         | 2012             | 1 an                      |
| Jean Chambaz lors du forum « Animal ? » organisé par France Culture le 13 janvier 2018 | Jean Chambaz, (né en 1953)            | 12 mars 2012 | 31 décembre 2017 | 5 ans, 9 mois et 19 jours |

## Composantes
L’université se compose de sept unités de formation et de recherche, d'une école d'ingénieur et de quatre observatoires des sciences de l'univers. S'y ajoutent, hors des composantes mentionnées ci-dessus des départements, centres scientifiques et services communs créés par délibération du conseil d'administration, dont en particulier le département du Cycle d'intégration commun à l'ensemble des unités de formation et de recherche de l'université et rattaché au service général de la formation initiale. Ce département a pour mission de gérer, coordonner et développer l'ensemble des enseignements de la 1re année de licence scientifique et de la première année des études de santé en s'appuyant sur les moyens en enseignement des unités de formation et de recherche.
L'université comporte une faculté de médecine unique, la faculté de médecine Pierre et Marie Curie (FMPMC), issue de la fusion des deux UFR préexistantes : l'UFR Pitié-Salpêtrière et l'UFR Saint-Antoine. La FMPMC est affiliée à sept hôpitaux universitaires qui dépendent de l'Assistance publique - Hôpitaux de Paris : Pitié-Salpêtrière, Charles-Foix, Saint-Antoine, Tenon, Trousseau, Quinze-Vingts, Rothschild.

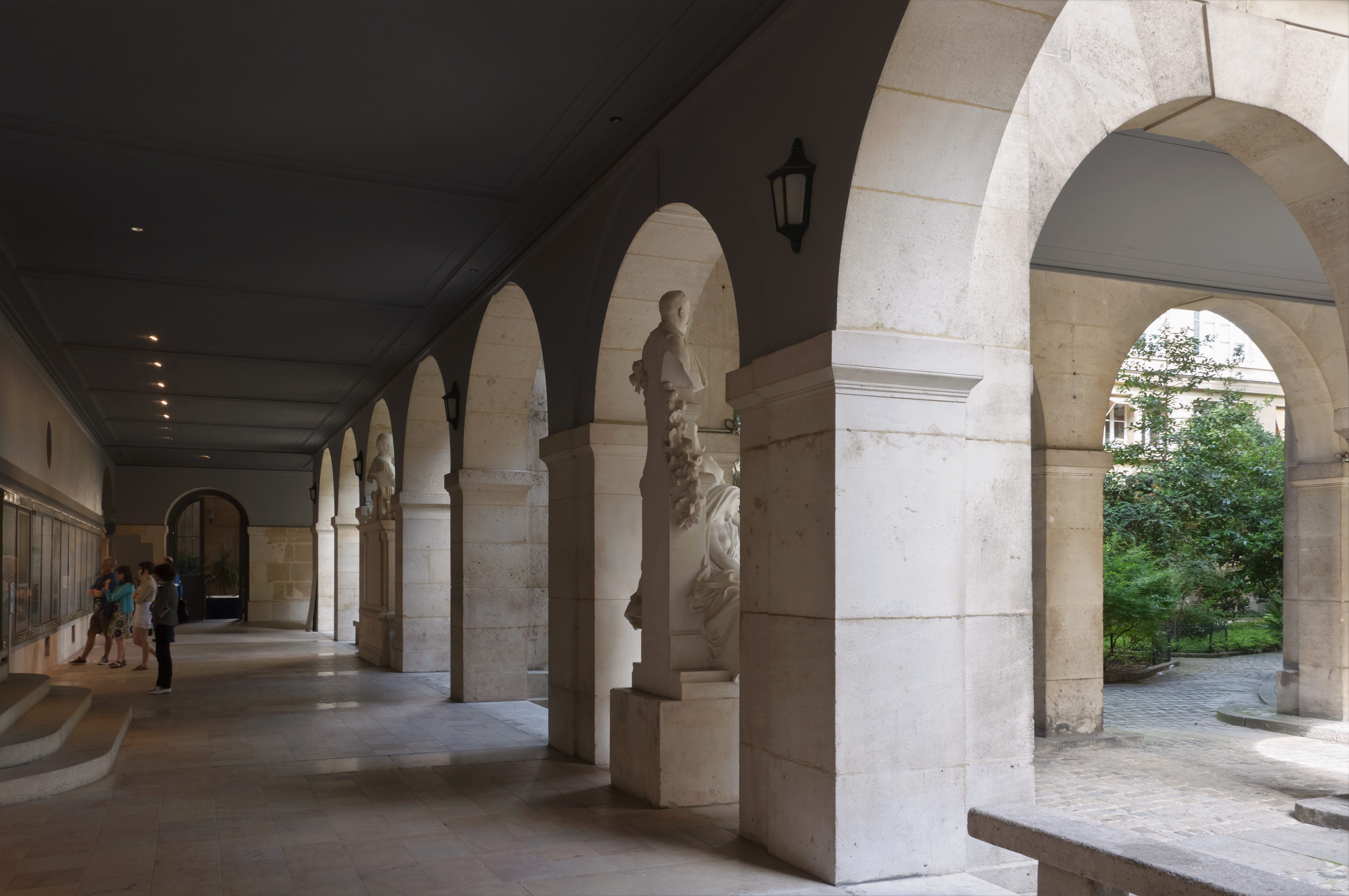
Campus des Cordeliers, UPMC.

### Campus
- Campus Pierre-et-Marie-Curie (Jussieu)
- Campus Pierre-et-Marie-Curie (Val-de-Grâce)
- Dans ce dernier, l'Institut Henri-Poincaré
- Campus des Cordeliers
- Campus de la Pitié-Salpêtrière
- Campus Saint-Antoine
- Institut d'Astrophysique de Paris (IAP)
- Site Curie
- Institution de la Vision
- Institut du Fer à Moulin
- Campus Raspail
- Site Tenon
- Site Trousseau
- Site Ivry - Le Raphaël
- Institut de la Longévité
- Site de Saint-Cyr-l'École
- Campus d'Orsay
- Observatoire océanologique de Roscoff
- Observatoire océanologique de Banyuls
- Observatoire océanologique de Villefranche-sur-Mer

### Unités de formation et de recherche
- Faculté de médecine Pierre-et-Marie-Curie
- Faculté de chimie
- Faculté d'ingénierie
- Faculté de mathématiques Pierre-et-Marie-Curie (UFR 929)
- Faculté de physique Pierre-et-Marie-Curie
- Faculté de biologie
- Faculté Terre Environnement et Biodiversité
- Institut des systèmes intelligents et de robotique

### Instituts et école
- École polytechnique universitaire Pierre et Marie Curie
- Observatoire Institut d'astrophysique de Paris
- Observatoire océanologique de Roscoff
- Observatoire océanologique de Banyuls
- Observatoire océanologique de Villefranche-sur-Mer
- Institut de statistique de l'université de Paris
- Institut Henri-Poincaré

### Écoles doctorales
L'UPMC propose la préparation du doctorat dans 16 écoles doctorales (ED), accueillant 3 400 doctorants, et regroupées en 4 pôles :
- Pôle modélisation et ingénierie
  - Informatique, télécommunications et électronique de Paris (ED 130)
  - Sciences mathématiques de Paris Centre (ED 386)
  - Sciences mécaniques, acoustique, électronique & robotique de Paris (ED 391)
- Pôle énergie, matière et univers
  - Chimie physique et chimie analytique de Paris Centre (ED 388)
  - Physique et chimie des matériaux (ED 397)
  - Chimie moléculaire de Paris-Centre (ED 406)
  - Astronomie et astrophysique d'Ile-de-France (ED 127)
  - Sciences de la Terre et environnement et Physique de l'univers (ED 560)
  - Physique en Ile-de-France (ED 564)
- Pôle terre vivante et environnement
  - Sciences de l'environnement (ED 129)
  - Géosciences, ressources naturelles et environnement (ED 398)
  - Sciences de la Nature & de l'Homme : écologie & évolution (ED 227)
- Pôle vie et santé
  - Cerveau, cognition, comportement (ED 158)
  - Santé publique : épidémiologie & sciences de l'information biomédicale (ED 393)
  - Physiologie, physiopathologie et thérapeutique (ED 394)
  - Complexité du vivant (ED 515)

De plus, l'UPMC propose trois programmes doctoraux lorsque les sujets de recherches dépassent le cadre d'une seule ED : 
- Interfaces pour le vivant (IPV) ;
- Génie des procédés ;
- Cancérologie.

### Bibliothèques
La bibliothèque universitaire est constituée de 17 bibliothèques (10 scientifiques et 7 médicales) et compte 15 bibliothèques associées. Elle résulte de la fusion en 2009 de la Bibliothèque interuniversitaire scientifique de Jussieu et du réseau des bibliothèques médicales (SCD Médical) de l'établissement. La BUPMC constitue ainsi le réseau unique de documentation commun à l'ensemble des UFR de l'UPMC.

## Enseignement et recherche

### Formation
L'université Pierre-et-Marie-Curie prépare à des diplômes de licence, master et doctorat dans le domaine des sciences et des techniques, à des diplômes d'ingénieur, à des diplômes d'État en médecine et à des diplômes d'université.
L'UPMC propose la préparation de la licence générale dans 9 mentions différentes (chimie, informatique, ingénierie électronique, ingénierie mécanique, mathématiques, physique, sciences de la Terre, sciences de la vie, sciences exactes et naturelles).
L'UPMC propose de plus 9 double cursus de licence avec des établissements partenaires :
- avec l'université Panthéon-Assas (Paris-II) :
  - Sciences et droit
- avec l'université Paris-Sorbonne (Paris-IV) : 
  - Sciences et musicologie
  - Sciences et histoire
  - Sciences et philosophie
  - Lettres et informatique
  - Sciences et allemand
- Avec l'INALCO :
  - Sciences, langue et civilisation chinoise
- Avec l'ENSCI :
  - Sciences et design

L'UPMC propose également en un an la préparation de 14 licences professionnelles.
L'UPMC propose la préparation du master dans 53 spécialités différentes.
Un enseignement des trois cycles d’études médicales (1er cycle, 2e cycle et 3e cycle incluant DES, DESC, DU et DIU) et des enseignements paramédicaux (l’orthophonie, la psychomotricité et l’orthoptie) est assuré par l'université. Le siège officiel a été symboliquement conservé aux Cordeliers, rue de l'École de médecine, où l'amphithéâtre Saint-Côme loué par les franciscains avait été le premier collège de médecine de Paris mais les enseignements sont dispensés principalement sur deux sites : La Pitié-Salpétrière et Les Quinze-Vingt Saint-Antoine (qui intègre une école de sage-femme).

### Relations internationales
En synergie avec la COMUE Sorbonne Universités dont elle est membre, l’UPMC développe une politique internationale basée sur des partenariats pluridisciplinaires.
Un accent plus particulier est mis sur : 
- l'internationalisation des formations, par le développement de programmes de mobilité (Erasmus +, Doubles diplômes) ;
- le développement de programmes bilingues, incitant à l’ouverture aux espaces culturels des pays partenaires ;
- la structuration des échanges entre les enseignants-chercheurs à l’échelle européenne et internationale ;
- l'implication dans des réseaux européens et internationaux choisis ;
- la mise en place de projets de coopération multidisciplinaires, tout particulièrement avec les grands pays émergents, les pays de l’espace francophone et les pays du Sud.

### Recherche
La recherche à l'UPMC regroupe 125 unités de recherche, et s'articule autour de quatre grands pôles.
1. Le pôle modélisation et ingénierie regroupe les activités relevant du domaine des mathématiques pures et appliquées, de l’informatique, de l’électronique, de la robotique, de la mécanique et de l’ingénierie médicale. Il regroupe seize laboratoires et cinq structures fédératives.
2. Le pôle « Énergie, matière et Univers » couvre des domaines comme la compréhension de la structure de l’univers et de la matière, qui constitue une contribution à la culture scientifique moderne, les technologies de l’information quantique, les nanosciences et les nouveaux matériaux multifonctionnels, la chimie moléculaire tournée vers la santé et vers le développement durable. Il regroupe trente-six laboratoires et six structures fédératives.
3. Le pôle Terre vivante et environnement regroupe vingt-et-un laboratoires et quatre structures fédératives.
4. Le pôle Vie et santé regroupe quarante-sept laboratoires et sept structures fédératives.

Quarante laboratoires implantés à l'université Paris-VI sont des unités mixtes de recherche associées au CNRS, auxquels s'ajoute une unité propre du CNRS, en outre l'université est associée à trente-quatre autres unités mixtes de recherche associées au CNRS implantées dans d'autres établissements.

### Scientométrie
L'université est classée 35e au classement mondial 2014 « Academic Ranking of World Universities » de l'université Jiao-tong de Shanghai qui classe 6 000 écoles et universités en fonction du volume et de la qualité de leurs publications électroniques. Elle est dans ce classement la première université française et la sixième université européenne. Dans ce classement , l'UPMC occupe notamment la 14e place mondiale en sciences naturelles et la 4e place mondiale en mathématiques (1er en Europe).
Elle est classée 9e dans le top 100 des meilleures universités au monde ayant moins de 50 ans.

## Vie étudiante

### Sociologie
Le nombre total d'inscrits à l'université Pierre-et-Marie-Curie en 2009/2010 était de 29 560, dont 9 846 en médecine, 19 439 en sciences et 100 en sciences économiques. Le nombre d'étudiants en cycle licence est de 14 335 dont 1 881 étrangers et environ 3 000 élèves de classes préparatoires aux grandes écoles inscrits de manière « cumulative ».
On comptait en 2009-2010 4 607 nouveaux entrants en première année de cursus licence, dont 4 135 nouveaux bacheliers, 1 410 en médecine et 3 197 en sciences.

### Évolution démographique
| 2000   | 2001   | 2002   | 2003   | 2004   | 2005   | 2006   | 2007   | 2008   |
| ------ | ------ | ------ | ------ | ------ | ------ | ------ | ------ | ------ |
| 29 594 | 28 654 | 29 582 | 28 238 | 28 815 | 29 422 | 29 413 | 28 115 | 29 384 |

| 2009   | 2010   | 2011   | 2012   | 2013   | 2014   | 2015   | 2016   | - |
| ------ | ------ | ------ | ------ | ------ | ------ | ------ | ------ | - |
| 29 560 | 30 687 | 31 372 | 31 376 | 32 477 | 33 221 | 33 789 | 35 114 | - |

### Vie associative
L'université Pierre-et-Marie-Curie compte plus de 80 associations étudiantes et ateliers artistiques et culturels, organisant des événements dans les différents campus de l'établissement. Une grande partie des projets[Combien ?] sont soutenus par le Fonds de Solidarité et de Développement des Initiatives Étudiantes (FSDIE) de l'université, mais certains projets de grande taille sont soutenus par des partenaires externes[réf. nécessaire].

## Personnalités liées à l'université

### Enseignants
- Claude Cohen-Tannoudji, prix Nobel de physique en 1997,
- Serge Haroche, prix Nobel de physique en 2012,
- Alain Connes[51], médaille Fields 1982,
- Alain Fuchs, président-directeur général du CNRS depuis 2010,
- Albert Jacquard, scientifique et essayiste nommé expert en génétique auprès de l’Organisation mondiale de la santé de 1973 à 1985,
- Michel Waldschmidt, président de la Société mathématique de France de 2001 à 2004,
- Alain Carpentier[52], prix Albert-Lasker,
- Brigitte Autran, experte en immunologie, vaccin, déficit immunitaire et transplantation, particulièrement connue pour ses travaux de recherche sur l'immunologie du VIH,
- Iradj Gandjbakhch, cardiologue, connu pour avoir réalisé, aux côtés de Christian Cabrol, la première greffe cœur poumon en France durant l'année 1982[53].
- Charles-Michel Marle, Membre de la Société Mathématique de France[54], de la Société Française de Physique[55] et de l'American Mathematical Society[56].

### Étudiants
L'université Pierre-et-Marie-Curie compte parmi ses anciens étudiants plusieurs hommes et femmes politiques, comme Safiatou Thiam (ministre de la santé du Sénégal de 2007 à 2009), Claude Bartolone (président de l'Assemblée nationale française) ou Dominique Strauss-Kahn (directeur du Fonds monétaire international de 2007 à 2011), qui fut diplômé de l'ISUP.
L'université a aussi généré des entrepreneurs, comme Stéphane Roder, créateur de AI Builders, et Côme Demarigny, créateur de Endavon Technologies, ainsi que des scientifiques comme Hasnaa Chennaoui Aoudjehane, (spécialiste en Sciences des météorites et Planétologie) qui a obtenu son doctorat en géochimie des gaz rares en 1992.
Des personnalités du monde universitaire ont également étudié dans l'université, comme les chercheuses en biologie Alice Meunier et Carole Escartin, ayant reçu l'une et l'autre une médaille de bronze du CNRS et Marie-Hélène Verlhac, médaille d'argent du CNRS, le physicien et mathématicien québécois Luc Vinet (recteur de l'Université de Montréal de 2005 à 2010), ou Pierre-Louis Lions, médaille Fields en 1994. Nicole Capitaine , membre de l'Académie des sciences y a passé sa maîtrise et son doctorat d'astronomie. Depuis, d'autres médailles Fields ont récompensé de jeunes mathématiciens menant, au moins en partie, leur recherche à l'UPMC : Wendelin Werner (2006), Ngô Bảo Châu (2010), Cédric Villani (2010) et Artur Avila (2014) . Le prix Nobel de physique Serge Haroche y a fait son doctorat, de même que la prix Nobel de chimie Emmanuelle Charpentier.

### Docteurshonoris causa

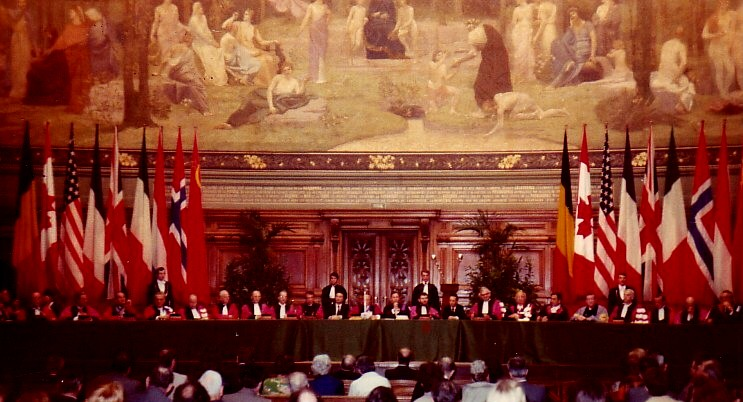
La première réception honoris causa a eu lieu le 25 mai 1975 dans le Grand Amphi (photo I. Deicha).

L'université offre à cinq reprises (en 1975, 1999, 2005, 2007 et 2016) la distinction de docteur Honoris Causa à des personnalités extérieures.